# Stará Turá
Stará Turá (em alemão: Alt Turn; húngaro: Ótura)  é uma cidade da Eslováquia, situada no distrito de Nové Mesto nad Váhom, na região de Trenčín. Tem 50,94 km² de área e sua população em 2018 foi estimada em 8.832 habitantes.

## Demografia
| Ano:        | 1994   | 2004   | 2014   | 2024   |
| ----------- | ------ | ------ | ------ | ------ |
| Broj ljudi: | 10 692 | 10 073 | 9172   | 8259   |
| Razlika:    |        | -5,78% | -8,94% | -9,95% |

| Ano:               | 2023 | 2024   |
| ------------------ | ---- | ------ |
| Número de pessoas: | 8379 | 8259   |
| Diferença:         |      | -1,43% |